# In-Young Ahn
In-Young Ahn é uma cientista sul-coreana, conhecida por ser a primeira mulher de Coreia do Sul a visitar a Antárctida e a primeira mulher asiática a ser líder de uma base antárctica. É uma ecóloga da zona bentónica e actualmente desempenha funções como investigadora principal para o Instituto Coreano de Investigação Polar.